# Trilogie o Marsu

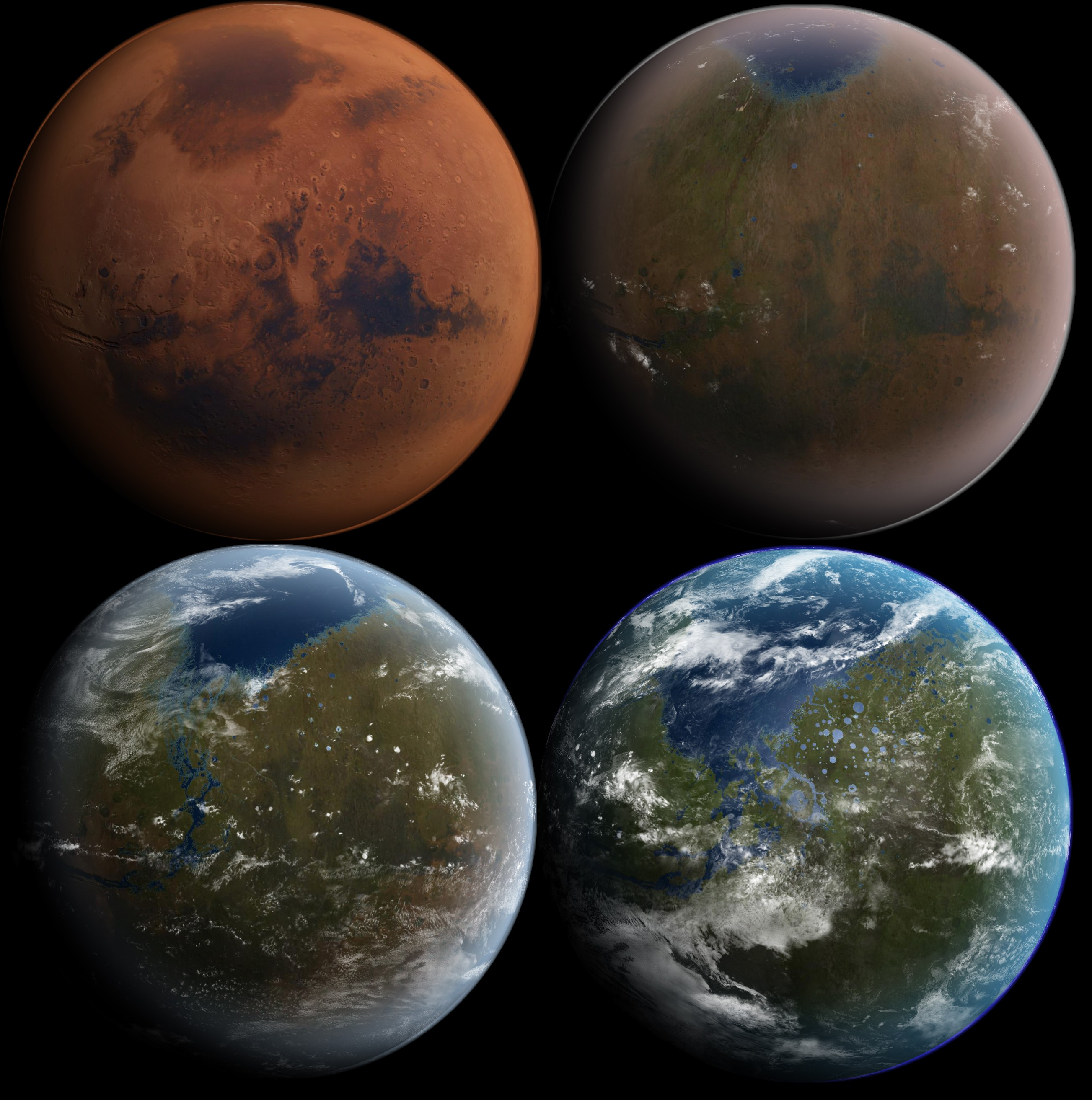
Hypotetické znázornění minulosti Marsu

Trilogie o Marsu je soubor tří sci-fi knih o kolonizaci Marsu napsané Kimem Stanleym Robinsonem oceněné cenou Nebula a Hugo.. Trilogie se skládá z knih nazvaných Rudý Mars, Zelený Mars (ISBN
978-80-86456-25-0) a Modrý Mars. Názvy odrážejí i základní myšlenku dílu a hlavní období v terraformaci planety.

## Děj
Ústředním námětem knihy je podrobný popis postupného osídlování Marsu, problémů a událostí, které vznik marťanské kolonie provázejí od prvního přistání prvního sta osadníků, přes vybudování první stálé základny, následovaných prvními pokusy vysadit na povrchu živé organismy, příliv dalších osadníků, stavba měst, osidlování planety, stavbou orbitálního výtahu až po několik občanských válek za nezávislost planety.